# Bryzgunowate
Bryzgunowate (Cimbicidae) – rodzina owadów z rzędu błonkoskrzydłych i podrzędu rośliniarek, obejmująca około 150 opisanych gatunków.
Należą tu błonkówki o rozmiarach od średnich do dużych, osiągające do około 30 mm długości ciała. Są silnie zbudowane i szybko latają. Ich czułki zakończone są wyraźną buławką. Przednia para skrzydeł wyposażona jest z żyłkę poprzeczną 2r. Tarcza śródplecza pozbawiona jest wyraźnego wyrostka. Odwłok zwykle ma tergity od drugiego do piątego podwinięte ponad przetchlinkami. Pierwszy tergit odwłoka zlany jest z metapleuronem. U samic wyraźnie widoczny jest podział pokładełka na położoną nasadowo drugą walwulę i położoną szczytowo trzecią walwulę.
Larwy są gąsienicowate i osiągają do około 50 mm długości. Żerują na liściach roślin drzewiastych, przyczyniając się do ich defoliacji. Wśród ich roślin żywicielskich wymienić można wierzby, olsze, brzozy, wiązy, wiciokrzewy czy śnieguliczki.
Występują w Holarktyce. W Ameryce Północnej stwierdzono około 12 gatunków. W Polsce występuje 29 gatunków (zobacz: bryzgunowate Polski).
Rodzinę tę dzieli się na 4 podrodziny, a jeden z rodzajów nie został zaliczony do żadnej z nich:
- Abiinae
- Cimbicinae
- Coryninae
- Pachylostictinae
- incertae sedis:
  - †Trichiosomites Brues, 1908

W zapisie kopalnym znane są od paleocenu.